# Георги Вълков (инженер)
Вижте пояснителната страница за други личности с името Георги Вълков.
Георги Драгомиров Вълков е български инженер и конструктор.

## Биография
Георги Вълков е роден през 1902 г. в гр. Тулча, Румъния. През 1910 г. семейството се преселва в София. Завършва техникум по електротехника и висше образование със специалност инженер в Германия.
Постъпва в Българската армия. Служи като инженер в I инженерна дружина, София (1928) и радиоинженер от електро-механичното отделение на Държавната военна фабрика, София (1932). Разработва късовълнова носима радиостанция за нуждите на Българската армия. Произведена е от Инженерния отдел на Държавната военна фабрика и е приета на въоръжение през 1927 г. под името БРК-1 „Цар Борис III“. Тя е първата тактическа радиостанция българско производство. Използва са в три модификации от 1927 г., 1932 г. и 1937 г. Под негово ръководство е разработена и приета на въоръжение през 1938 г. и радиостанцията БРК-8 „Княз Симеон Търновски“, модифицирана през 1941 г. И двете работят в честотния диапазон 1500 – 3000 khz.
Колектив ръководен от инж. Георги Вълков разработва прототип на 60 ватов радиопредавател за нуждите на създаващото се Радио София. Произведен е от Държавната военна фабрика и на 30 ноември 1930 г. за пръв път в ефира прозвучава Ало, ало, тук е радио София. С предавателя излъчва кооперация „Родно радио“.
От 1942 г. е представител на „Филипс“ за България. Мобилизиран е през октомври 1944 г. за участие във войната срещу Германия Предполага се, че работи във военен завод в Красноярск, СССР.